# Реткиня

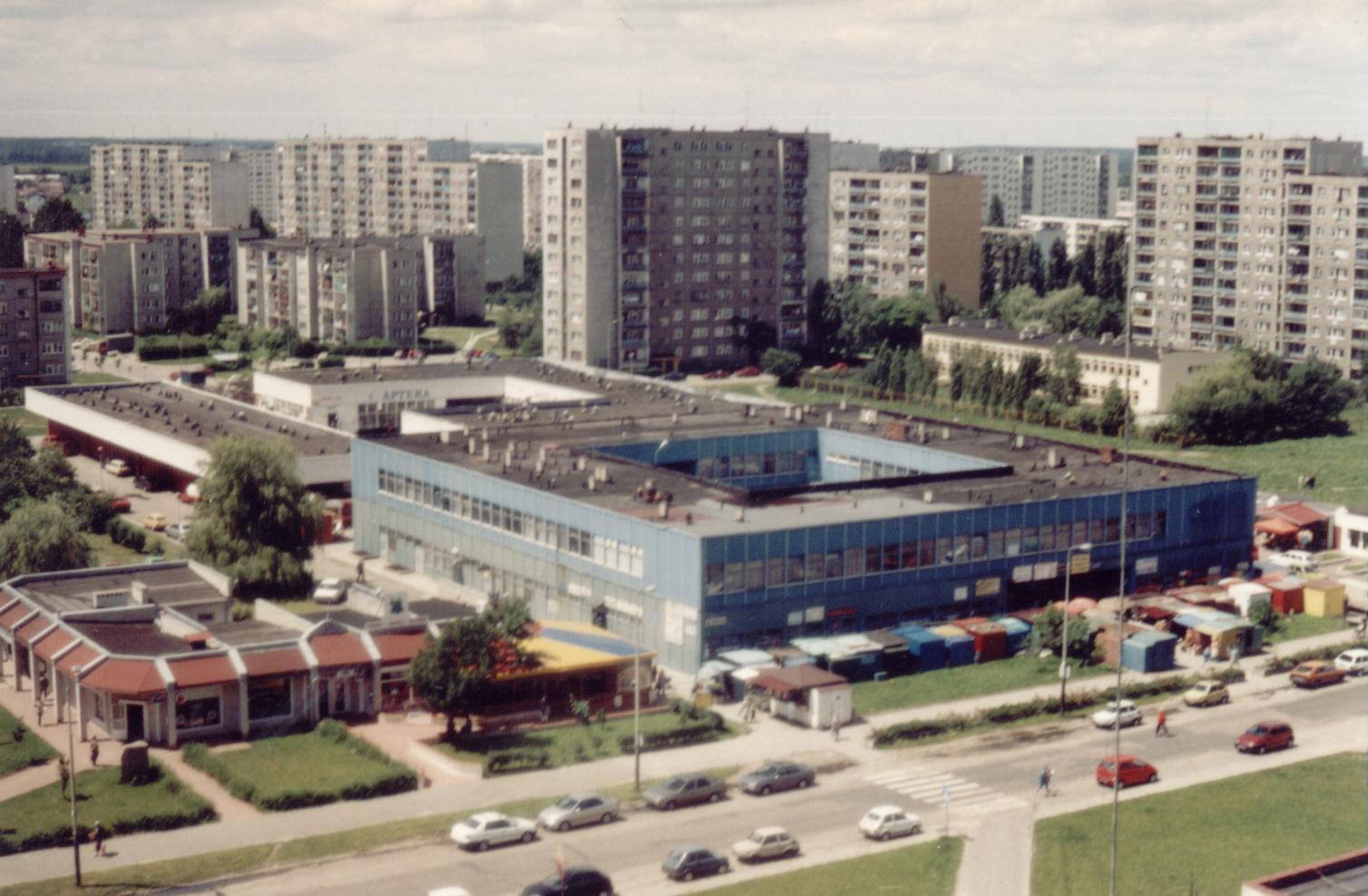
Реткиня

Реткиня (пол. Retkinia) — бывшая пригородная деревня, с 1946 часть города Лодзь (Польша), расположенная на юго-западной части города. 

## Топоним
Происхождение названия в точности не установлено. По одной из версий, оно восходит к словам «сеть» и «бросать», то есть обозначает место для рыбалки. По другой версии, название происходит от имени Ретко (Реткина — «принадлежащая Ретке»).

## История
В 1972 году в Реткине начали строить жилой комплекс крупнопанельных домов.
22 января 1982 года и 7 декабря 1983 года произошли два взрыва газа. Основной причиной катастроф стало неправильное проектное решение и реализация системы газоснабжения в жилом массиве «Реткиня». После определения главной причины взрывов радикальные изменения системы газоснабжения произошли по всей Польше.

## Население
проживает около 60-70 тысяч жителей.